# Dodoši (Czarnogóra)
Dodoši (cyr. Додоши) – wieś w Czarnogórze, w gminie Cetynia. W 2011 roku liczyła 43 mieszkańców.